# Миссия Аламо
А́ламо, изначально известна как Миссия Сан-Антонио-де-Валеро (англ. Mission San Antonio de Valero) — бывшая католическая миссия, служившая одновременно крепостью, а ныне — музей в Сан-Антонио, штат Техас. Комплекс зданий, состоявший из храма и окружающих строений, ограждённых крепостной стеной, построен Испанской империей в XVIII веке для обучения обращённых в христианство индейцев. В 1793 году миссия передана для мирских целей и вскоре заброшена. Десять лет спустя она стала крепостью, в которой разместилась вторая летучая рота мексиканской армии Сан-Карлоса де Парраса, который предположительно и дал миссии имя «Аламо».
Мексиканские солдаты находились в миссии до декабря 1835 года, когда генерал Мартин Перфекто де Кос капитулировал перед техасской армией, после осады Бехара. Довольно небольшая группа техасских солдат была расквартирована в крепости. Техасский генерал Сэм Хьюстон не верил в то, что техасцам по силам удержать форт и приказал полковнику Джеймсу Боуи его разрушить. Боуи предпочёл ослушаться приказа и напротив, заняться с полковником Джеймсом К. Нейлом укреплением миссии. 23 февраля армия мексиканского генерала Антонио Лопеса де Санта-Анны вступила в Сан-Антонио-де-Бехар и приступила к осаде Аламо. Осада закончилась 6 марта штурмом, в ходе которого погибли практически все защитники. По окончании Техасской революции, мексиканские войска, отступая из Техаса, разрушили многие стены Аламо и сожгли часть зданий.
В течение следующих пяти лет в Аламо периодически стояли гарнизоны техасских и мексиканских солдат, но в конце концов миссия была покинута. В 1849 году, спустя несколько лет после аннексии Техаса США, американская армия использовала комплекс как квартирмейстерский склад. После того как в 1876 году неподалёку был построен форт Сэм-Хьюстон, армия оставила Аламо. Часовня Аламо была продана штату Техас, который время от времени проводил здесь экскурсии, но никаких попыток к восстановлению не предпринимал. Оставшиеся здания были проданы коммерческой компании, которая использовала их как склад оптовой торговли продовольствием.
После основания, в 1892 году, общество «Дочери республики Техас» (ДРТ) стало пытаться сохранить Аламо. В 1905 году, Адина де Савала и Клара Дрисколл убедили легислатуру приобрести постройки и передать их в ведение ДРТ, как постоянных хранителей этого объекта. Шесть следующих лет де Савала и Дрисколл провели в спорах о том, как наилучшим образом восстановить миссию, вылившихся в судебное дело между ними, решавшее какое из подразделений ДРТ будет контролировать Аламо. В результате этой вражды, губернатор Техаса Оскар Колкуитт вернул комплекс под опеку штата и приступил к восстановительным работам в 1912 году. Чуть позже, в том же году, обитель вернули назад ДРТ. Легислатура предпринимала шаги в 1988 и в 1994 годах передать контроль над Аламо Техасскому департаменту парков и дикой природы, однако обе попытки провалились как только тогдашний губернатор Джордж Буш поклялся ветировать любой законопроект изменяющий полномочия ДРТ.

## Миссия
В 1716 году испанское правительство основало ряд католических миссий в восточном Техасе. Изолированность этих миссий — ближайшее испанское поселение, Сан-Хуан-Батиста, штат Коауила, находилось на расстоянии более 400 миль (644 км) — делала затруднительным обеспечивать их всем необходимым. Чтобы помочь миссионерам, новый губернатор испанского Техаса, Мартин де Аларкон, пожелал учредить промежуточную станцию, между поселениями вдоль Рио-Гранде и миссиями на востоке Техаса. В апреле 1718 года Аларкон возглавил экспедицию для того, чтобы основать новую общину в Техасе. 1 мая эта группа возвела временную постройку из валежника, глины и соломы невдалеке от верховья реки Сан-Антонио. Это здание предполагалось использовать как новую миссию, Сан-Антонио-де-Валеро, названную в честь святого Антония из Падуи и вице-короля Новой Испании — Бальтазара де Суньиги-и-Гузмана Сотомайора-и-Сармьенто, маркиза де Валеро. Миссия, которую возглавил отец Антонио де Оливарес, располагалась рядом с коммуной Коауилтеканс и на три пятые состояла из индейцев обращённых в христианство, пришедших из другой миссии — Сан-Франциско-Солано, что была в окрестностях поселения Сан-Хуан-Баутиста. В двух километрах к северу от миссии Аларкон устроил военный городок, а вокруг была основана первая гражданская коммуна в Техасе — Сан-Антонио-де-Бехар (ныне Сан-Антонио).
Спустя год миссия переместилась на западный берег реки, где риск затопления в случае наводнения был меньше. В течение следующих нескольких лет в этом районе был заложен целый ряд других миссий. В 1724 году ураган, прошедший по северному побережью Мексиканского залива разрушил постройки миссии, и она переместилась на своё нынешнее местоположение. На то время, новое место было сразу за рекой Сан-Антонио от города Бехар, и немного севернее от скопления хижин под названием Ла Виллита.
За несколько последовавших десятилетий комплекс миссии разросся и занимал территорию размером 3 акра (около 1,2 га). Первое постоянное здание было скорее всего двухэтажным, каменная L-образной формы обитель священников. Своей формой строение ограничивало внутренний дворик с юга и запада. Для индейцев миссии был возведён ряд бараков из сырцового кирпича, текстильная мастерская. К 1744 году в Сан-Антонио-де-Валеро проживало более 300 индейцев обращённых в католичество. Двухтысячное поголовье крупно рогатого скота и 1300 овец обеспечивали миссии относительную самодостаточность. Сельскохозяйственные угодья ежегодно приносили до 2000 бушелей зерновых и 100 бушелей бобовых. Также имелись посевы хлопка.
Первые камни основного здания церкви были заложены в 1744 году. Во второй половине 1750-х церковная башня и сакристия обрушились, и, в 1758 году, строительство началось вновь. Новая часовня располагалась в южной оконечности внутреннего дворика. Составленная из толстых 4-хфутовых (1,2 м) известняковых плит, она планировалась быть в три этажа высотой, покрываться куполом, с колокольными башнями по разным сторонам крыши. В плане представляла собой классический крест, с длинным нефом и коротким трансептом. И хотя первые два этажа были завершены, колокольные башни и третий этаж так никогда и не были начаты. Четыре каменные арки должны были поддерживать купол, но сам купол не был сделан. Поскольку церковь была не достроена, вряд ли в ней когда-либо проводились богослужения.
По замыслу храм должен был быть богато украшен. В нишах, вырезанных по разные стороны двери, стояли статуи. В нижних нишах находились скульптуры святых Франциска и Доминика, ниши верхнего уровня несли в себе изваяния святых Клары и Маргариты Кортонской. Входные двери обрамлял резной орнамент.

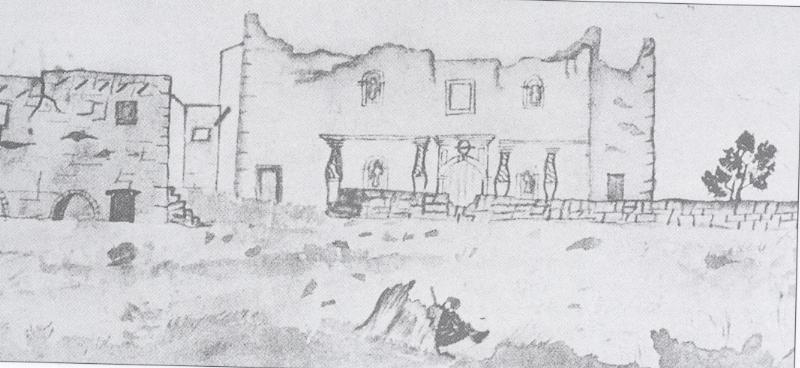
Одно из первых изображений миссии Сан-Антонио-де-Валеро. Оно было создано в 1838 году Мэри Мэверик. Четко видны статуи в нишах.

Около трёх десятков глинобитных и саманных строений использовалось под складские помещения и мастерские или жильё для местной общины. Так как соседний военный городок был постоянно недоукомплектован, миссия строилась с таким расчётом, чтобы противостоять набегам апачей и команчей. Так, например, в 1745 году сотня индейцев, населявших миссию, успешно отбили нападение 300 апачей, окруживших военный городок. Их действия сохранили от разрушения не только сам форт и миссию, но вполне вероятно что и весь город. В 1758 году, после резни в миссии Сан-Саба, уничтоженной индейцами, Аламо обнесли крепостной стеной. Тем не менее монастырские и церковные здания стеной окружены не были. Толщина стен была 0,6 метра, высота — 2,4 метра, в длину они простирались — 150 метров в длину (с севера на юг) и 49 в ширину (с востока на запад). Для дополнительной защиты, в 1762 году, в районе главных ворот была оборудована орудийная башня с тремя пушками. К 1793 году ещё одно фунтовое орудие было размещено на крепостном валу возле монастыря.
В то же время количество обитателей миссии сокращалось, в 1756 году оно составляло 328 человек, а в 1777 году всего 44 человека. Новый генерал-комендант Внутренних провинций Теодоро де Круа посчитал, что миссиям отводится чрезмерное внимание и предпринял меры для снижения их влияния. В 1778 году он постановил, что весь неклеймёный скот принадлежит правительству. Набеги апачей к этому времени угнали большинство лошадей миссии, что делало чрезвычайно сложным согнать скот в одно место для клеймения. В результате, после вступления закона в силу миссия потеряла большую часть своего благосостояния и не могла поддерживать большое количество находившихся в ней людей. В 1793 году там оставалось всего 12 индейцев. В таких условиях, дальнейшее её существование становилось нецелесообразно, окрестные племена не могли быть обращены в христианство усилиями столь малого персонала. И в 1793 году миссия Сан-Антонио-де-Валеро была секуляризирована.
А вскоре и вовсе заброшена. Большинству местных жителей не было никакого дела до церковных построек. На заезжих посетителей они производили большее впечатление. В 1828 году французский ботаник Жан-Луи Берландье, бывавший в этих местах, так описывал свои наблюдения:
За огромной зубчатой стеной с бойницами находились несколько бараков, и руины церкви, которая могла бы быть одним из самых прекрасных памятников этого региона, хотя её архитектура и перегружена декоративными украшениями, как и все остальные церковные здания испанских колоний.

## Военная история
В XIX веке комплекс миссии стал известен как «Аламо». По одной из версий это название возникло от располагавшейся неподалёку рощи трёхгранного тополя, по-испански звучащего как álamo. По другой версии — это было прозвище расквартированного здесь испанского подразделения. В 1803 году, покинутые здания были заняты 2-й летучей ротой Сан-Карлоса де Парраса, из Аламо-де-Паррас, что в Коауиле. Местные называли их просто «рота Аламо».
Во время мексиканской войны за независимость, части миссии использовались как тюрьма для тех чьи политические убеждения не соответствовали текущей власти. С 1806 по 1811 год тут находился первый госпиталь Сан-Антонио. Испанские архивы гласят, что для этой цели в этот период были произведены определённые улучшения, но умалчивают какие именно.
После обретения независимости Мексика получила полный контроль над этой территорией. Гарнизон солдат по прежнему находился в миссии вплоть до декабря 1835 года, когда генерал Мартин Перфекто де Кос капитулировал перед техасскими силами во время Техасской революции. За те несколько месяцев, что Кос командовал гарнизоном Сан-Антонио, в Аламо были проведены многочисленные усовершенствования. Считается, что именно люди Коса разрушили четыре каменные арки для поддержки купола. Обломки были использованы, чтобы построить скат к церковной апсиде. Там мексиканские солдаты разместили три пушки, способные стрелять над стенами бескрышного здания. Для того, чтобы закрыть пространство между церковью и казармами (бывшие монастырские постройки), солдаты установили частокол. При своём отступлении Кос оставил победителям 19 орудий, включая одно 18-фунтовое.

### Защита миссии Аламо
Как вы можете явственно видеть — Аламо никогда не строился военными в качестве крепости.
После ухода Коса в Техасе не осталось более организованных мексиканских войск и многие техасцы решили, что война окончена. Полковник Джеймс Нейл принял под своё командование 100 оставшихся человек. Он запросил подкрепление в ещё 200 солдат, предвидя что его гарнизон не сможет продержаться дольше четырёх дней. Впрочем, в то время в техасском правительстве царил беспорядок и оно не могло оказать существенной помощи. Исходя из этой ситуации, Нейл и инженер Грин Б. Джеймсон занялись укреплением крепости. Вдоль стен Джеймсон расставил оставленные Косом орудия.
Главнокомандующий техасской армией Сэм Хьюстон, реагируя на предостережения Нейла, направил в Бехар полковника Джеймса Боуи и 35—50 человек, с предписанием помочь Нейлу демонтировать пушки и разрушить Аламо. Однако достаточного количества буйволов нужного для транспортировки артиллерии в безопасное место не нашлось, да и бо́льшая часть людей была уверена в стратегической важности восточных поселений. 26 января техасские солдаты приняли решение остаться в крепости и оборонять её. 11 февраля Нейл отбыл в отпуск, предположительно для сбора дополнительных подкреплений и оснащения для гарнизона. Тревис и Боуи договорились совместно командовать Аламо.

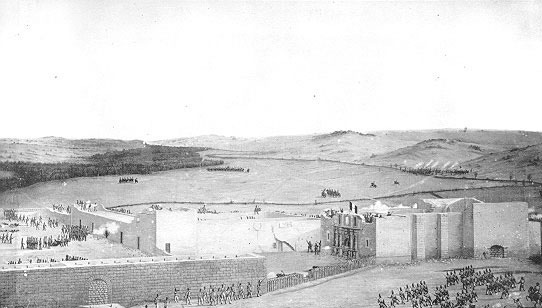
Картина «Падение Аламо» (1844 год) кисти Теодора Гентлица иллюстрирующая последний штурм.

23 февраля в Сан-Антонио-де-Бехар появилась мексиканская армия под командованием генерала Антонио Лопеса де Санта-Анны. Следующие тринадцать дней длилась осада Аламо. Во время которой работа по укреплению миссии не прекращалась. После того как мексиканцы попытались заблокировать доступ к оросительному каналу, Джеймсон поручил прорыть его на южном краю внутренней площади. И хотя люди смогли в итоге добраться до воды, почва и деревянный бруствер за нижними казармами прослабли, насыпь рассыпалась, оставив защитников в том участке стены без прикрытия.

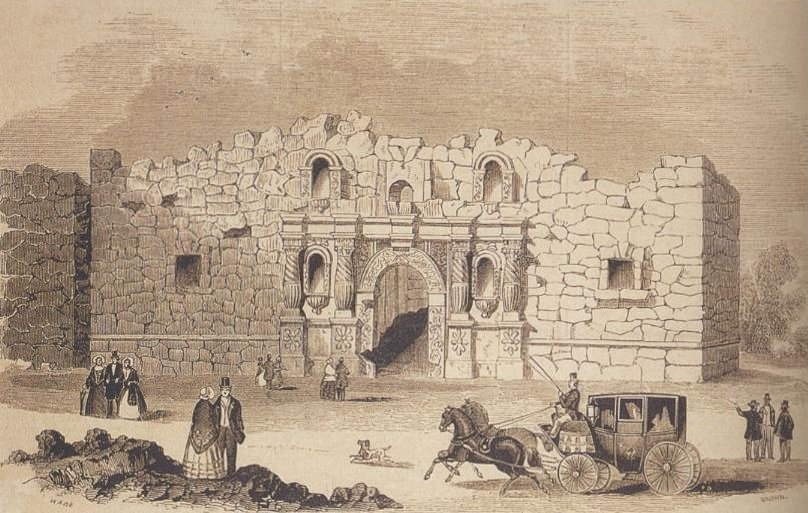
Рисунок 1854 года. Часовня Аламо изображена в состоянии 1830-х годов.

Осада завершилась отчаянной битвой 6 марта. Мексиканская армия пробила брешь в стенах и стала проникать внутрь крепости, большая часть техасцев отошла в длинные казармы и в церковь. В течение осады техасцы проделали дыры в стенах многих комнат, это превратило их в импровизированные бойницы. В каждую комнату из внутреннего двора вела лишь одна дверь укреплённая полукруглым брусом и воловьими шкурами. В некоторых комнатах в полу были даже вырыты окопы, чтобы создавать дополнительную защиту обороняющимся. Мексиканские солдаты использовали брошенные техасцами пушки, чтобы выбивать двери комнат, позволяя пехоте врываться туда и добивать противника.
Последними из техасцев погибли одиннадцать человек из состава расчётов двух 12-фунтовых пушек, установленных на здании церкви. Вход в неё был забаррикадирован мешками с песком. Выстрел из 18-фунтовой пушки, оставленной на стенах, уничтожил баррикаду, и мексиканцы, сделав предварительный залп из мушкетов, бросились внутрь. Не имея возможности перезарядить пушки, техасцы, среди которых были Алмарон Дикинсон, Грегорио Эспарса и Джеймс Бонэм, успели дать ружейный залп, прежде чем погибнуть в штыковой атаке. Орудийный мастер Роберт Эванс имел приказ оберегать пороховой склад от мексиканцев. Раненый, он полз с факелом в руках, чтобы взорвать его, но был сражён мушкетной пулей в сантиметрах от пороха. Если бы он осуществил задуманное, взрыв разрушил бы всю церковь.
Санта-Анна приказал собрать все тела техасцев и сжечь их. Все или почти все защитники форта Аламо были убиты, хотя часть историков полагает, что хотя бы одному техасцу — Генри Уорнеллу — удалось спастись с поля боя. Уорнелл умер спустя несколько месяцев от ран, полученных при сражении или при попытке прорыва в качестве курьера. Большинство историков склонны считать, что мексиканские потери в сражении составляли 400—600 человек убитых и раненых. Это количество составляет примерно одну третью часть солдат участвовавших в битве, что позволяет Тодишу оценить их как «ужасающие по любым оценкам».

### Дальнейшее военное применение
По окончании битвы в Аламо осталась тысяча солдат под началом генерала Хуана Андраде. Следующие два месяца они восстанавливали и укрепляли комплекс. Никаких записей об улучшениях не осталось. После поражения мексиканской армии в битве при Сан-Хасинто и пленения Санта-Анны было достигнуто соглашение о выводе мексиканских войск из Техаса, что и подвело черту Техасской революции. Гарнизон Андраде присоединился к всеобщему отступлению 24 мая. Солдаты заклепали пушки, разрушили многие окружавшие стены и подожгли комплекс. Всего несколько зданий уцелело после этих действий. Часовня лежала в руинах, осталась бо́льшая часть длинных казарм, также сохранилось здание с южными воротами крепости, несколько комнат остались нетронутыми.

## Современное состояние
В настоящее время развалины миссии стали туристической достопримечательностью. Ежедневно десятки горожан и туристов приходят посмотреть на руины. Миссия стала визитной карточкой Сан-Антонио.
Недалеко от развалин растут дубы. Специальные бригады предпринимают все попытки, чтобы защитить от растения миссию Аламо. Они подпирают большие ветви палками, чтобы те не смогли повредить стены. Также люди убирают дубовые желуди, чтобы они в ближайшее время не начали расти на руинах.

## В массовой культуре
Миссия Аламо появляется в фильме «Жизнь после людей» — руины миссии зарастают, ветви дубов разрушают их.

## Комментарии
1. ↑  Мэйсон называет другое число — 52.
2. ↑  Спустя неделю после того, как Нейл отправил письмо, правительство объявило губернатору (который, в свою очередь, пытался распустить правительство) импичмент. Временная конституция, действовавшая в тот период, не позволяла какой-либо партии предпринимать подобные действия, и никто в Техасе тогда не мог найти ответственного[1].